# Akišima (Tokio)
Akišima (japonsky 昭島市) je město v Japonsku, kde patří do prefektury Tokio. K roku 2017 mělo zhruba 112 tisíc obyvatel.

## Poloha a doprava
Akišima leží na řece Tamě (přítok Tokijského zálivu), která jí protéká od západu k východu. Od centra Tokia je položena západně, sama je přitom součástí Velkého Tokia.
Na západě a jihu sousedí Akišima s Hačiódži, na jihovýchodě s Hino, na východě a severu s Tačikawou a na severozápadě s Fussou.
Východojaponská železniční společnost zajišťuje přímé železniční spojení z Akišimy směrem do Óme, do Tačikawy, do Akiruna, do Hačiódži a do Takasaki.

## Dějiny
Akišima jako současný správní celek vznikla 1. května 1954.